# 叽喳柳莺
叽咋柳莺（学名：Phylloscopus collybita），又名囂鴓鳥，为柳莺科柳莺属的鸟类。是一種常見且廣泛分佈的柳鶯，主要在北歐及溫帶歐洲和古北界的開闊林地中繁殖。
這是一種遷徙性雀形目鳥類，冬季棲息於歐洲南部和西部、亞洲南部以及北非。其上半身呈綠褐色，下半身為灰白色，因其簡單的chiff-chaff鳴聲聲而得名，這是一個擬聲詞。嘰喳柳鶯有多個亞種，其中一些現在被視為獨立物種。雌鳥在地面或靠近地面的地方築巢，並負責大部分的孵卵和餵養雛鳥，而雄鳥在築巢方面參與較少，但會保護其領地，並攻擊潛在的捕食者。
作為一種小型食蟲鳥，它容易受到哺乳動物（如貓和鼬科動物）以及猛禽（特別是鷹屬的猛禽）的捕食。其廣泛的分佈範圍和龐大種群意味著其狀況安全，但其中一個亞種可能已經滅絕。

## 分類學
英國自然學家吉爾伯特·懷特是最早根據鳴聲區分外觀相似的嘰喳柳鶯、柳鶯和林柳鶯的人之一，他在1789年出版的《塞爾伯恩自然史與古物志》中詳細描述了這一點。 不過，嘰喳柳鶯首次由法國鳥類學家路易·皮埃爾·維埃約於1817年在他的《新自然歷史辭典》（Nouveau Dictionnaire d'Histoire Naturelle）中正式描述為Sylvia collybita。模式產地是法國的諾曼第地區。
該屬由德國動物學家弗里德里希·博伊厄於1826年描述， 柳鶯屬包含約80種小型食蟲性柳鶯，這些鳥類通常上半身呈綠色或棕色，下半身為黃色、白色或淺褐色。該屬以前屬於舊世界鶯科（Sylvidae），但現在已被劃分為一個獨立的柳鶯科（Phylloscopidae）。 嘰喳柳鶯最親近的親屬（除了曾經的亞種）是一群同樣缺少頭冠條紋、黃臀或明顯翅膀條紋的柳鶯，包括柳鶯、博氏柳鶯、林柳鶯和普通柳鶯。

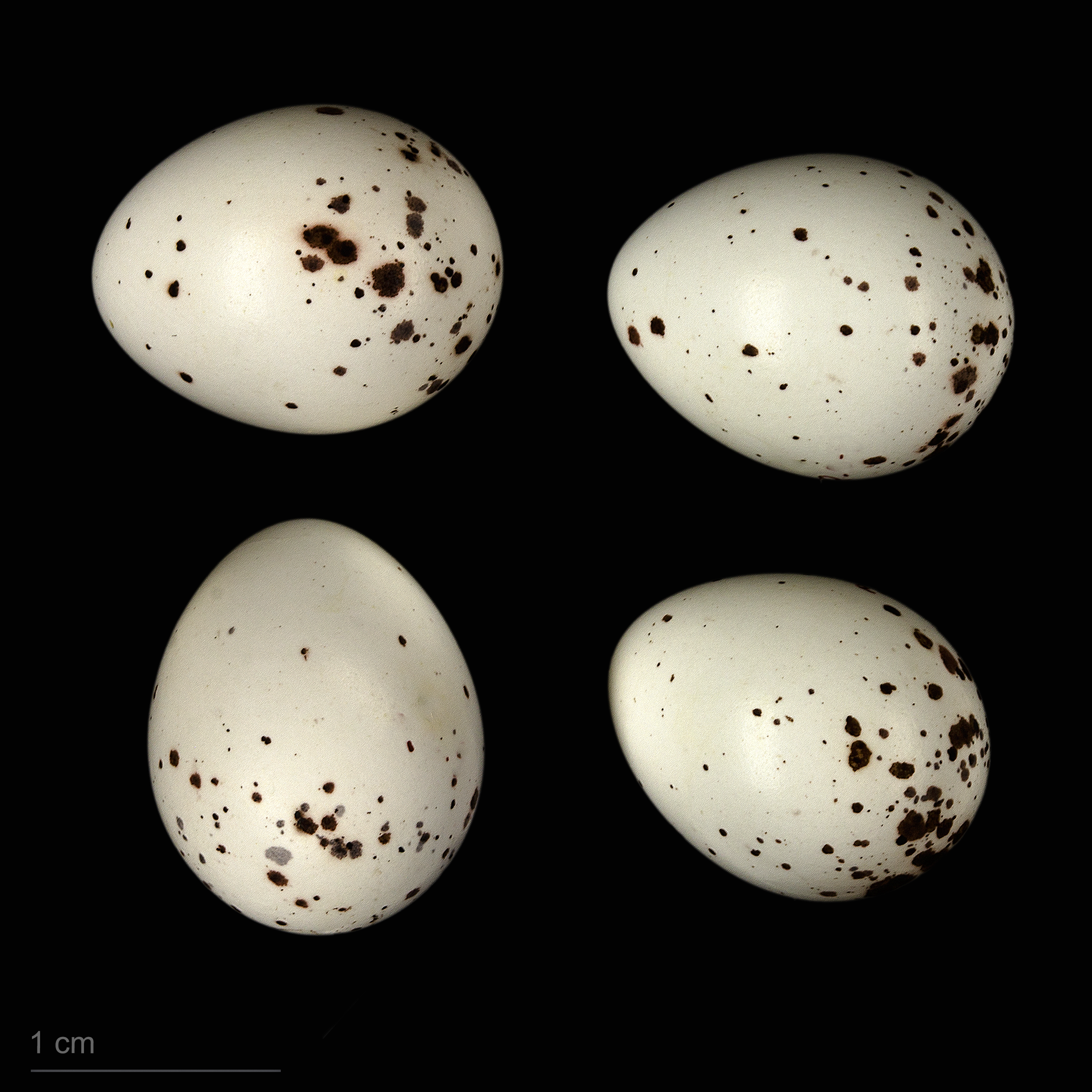
卵 Phylloscopus collybita collybita

嘰喳柳鶯曾經的別名是Phylloscopus rufus（Bechstein）。
目前公認嘰喳柳鶯有三個亞種，另有一些來自伊比利半島、加那利群島和高加索地區的亞種，現時通常被視為獨立物種。

### 亞種

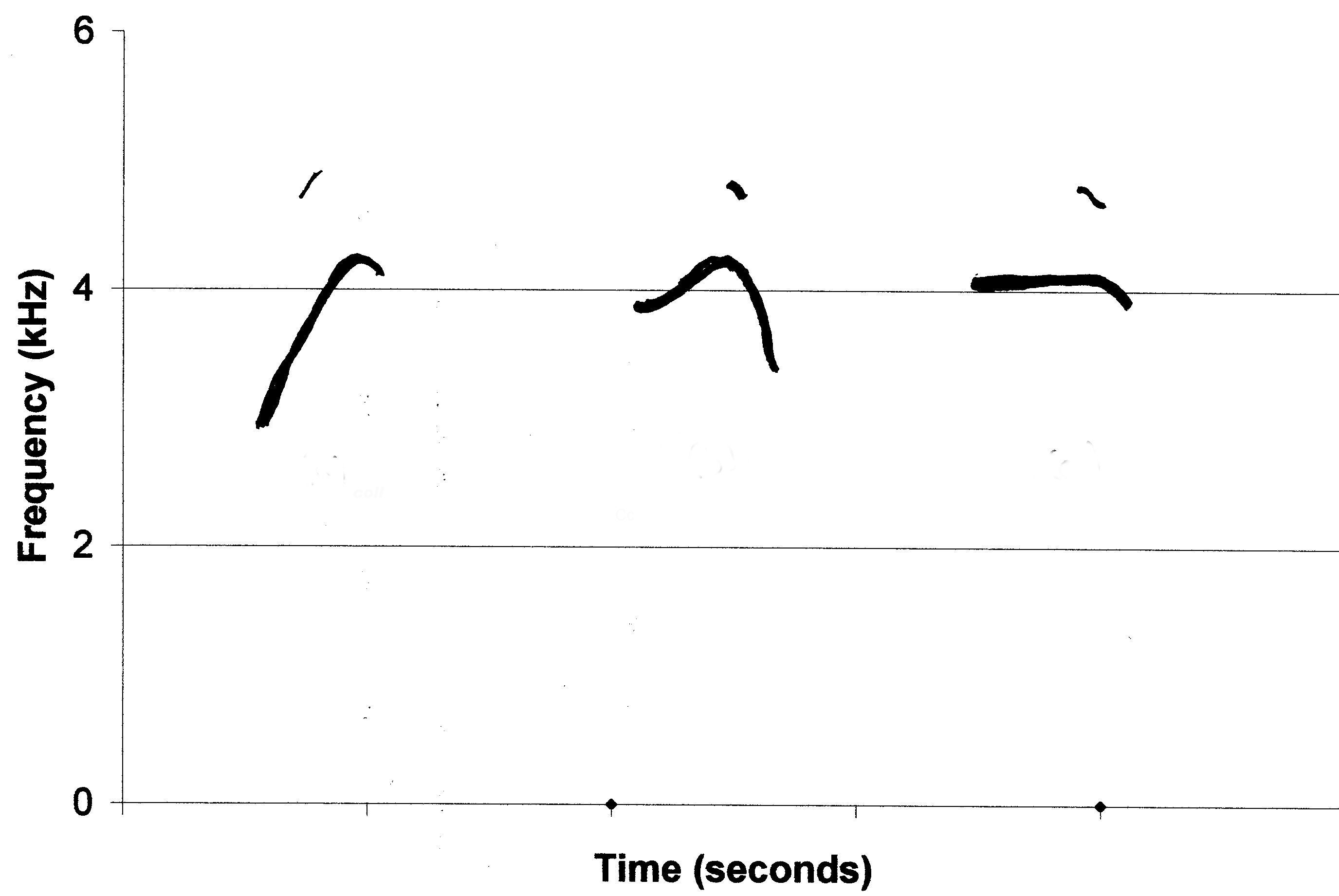
頻譜圖從左到右比較了亞種collybita、abietinus和tristis的叫聲

- P. c. collybita，指名亞種，繁殖於歐洲東至波蘭和保加利亞，其詳細描述如下。主要在地中海地區和北非過冬。[7] 自1970年以來，其分佈範圍已向北擴展至斯堪的納維亞，接近P. c. abietinus的南部邊緣。[11]
- P. c. abietinus分佈於斯堪的納維亞和俄羅斯北部，冬季棲息於東南歐和東北非，東至伊拉克和西伊朗。其外觀介於P. c. tristis和P. c. collybita之間，上半身帶有灰洗的橄欖綠，眉斑為淡黃色，下半身比P. c. collybita更白。[12] 它的鳴聲聲與指名亞種非常相似。[7] 由於個體差異，P. c. abietinus和P. c. collybita在其主要繁殖和越冬範圍外較難區分。[12] 一些分佈於中東的嘰喳柳鶯顏色偏棕，且叫聲更具雙音節的swee-hu，可能屬於一個較為未知的類群「brevirostris」。[13] 需要進一步研究來明確其歸屬。[14]
- 叽咋柳莺北方亚种 P. (c.) tristis，西伯利亞鶯，繁殖於伯朝拉河以東的西伯利亞，冬季棲息於下喜馬拉雅山脈。[7] 在中国大陆，分布于新疆等地。[15]它也經常在西歐的冬季被記錄到，可能由於識別標準的不確定性、缺乏數據和記錄政策，涉及的數量被低估了（瑞典和芬蘭只接受圈養的鳥類）。[16] 它是一個黯淡的亞種，上半身為灰色或棕色，下半身為白色，黃斑極少，且其淺褐色的眉斑通常比西部亞種更長。其鳴聲聲為高音調的suitsistsuisit，飛行時發出短促的高音cheet。[17] 由於其獨特的羽毛和鳴聲聲，有時被視為獨立物種，類似於P. s. sindianus。[18][19] 指名亞種P. c. collybita與P. c. tristis並不互相識別對方的鳴聲聲。[20][21] P. (c.) fulvescens的狀況尚未解決，該亞種分佈於P. c. abietinus與P. c. tristis的交接處，可能[22]或不可能[21]是兩者的雜交種，tristis目前仍保留在P. collybita中。[10]

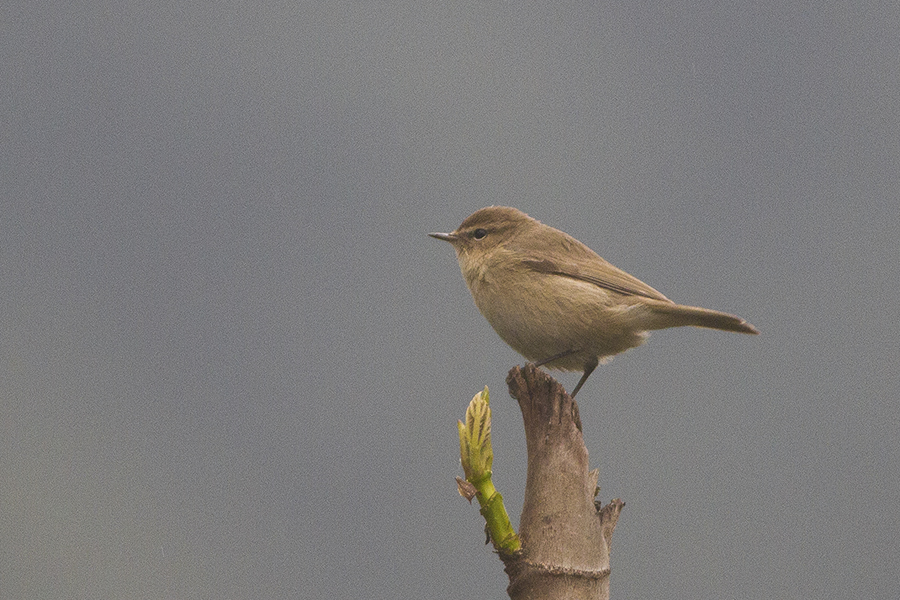
Phylloscopus collybita tristis來自干城章嘉國家公園，西錫金, 印度.

### 過去的亞種
- P. ibericus，即伊比利亞鶯，比P. collybita顏色更鮮亮，臀部更綠，下半身更黃，且有不同的鳴唱聲tit-tit-tit-tswee-tswee。它最初被命名為P. brehmii，但該類群的模式標本並非伊比利亞鶯。[23] 這個物種分佈於葡萄牙和西班牙，位於從比利牛斯山脈西部大致延伸到地中海的線以西；伊比利亞鶯與嘰喳柳鶯在這條線的狹窄區域內共存。[24] 除了最北段，這個接觸區域的具體路徑並未被詳細記錄。作為遠距離遷徙的物種，伊比利亞鶯冬季在西非過冬。它在鳴聲聲、[19][25][26] 外部形態學[27]和線粒體DNA核酸序列[19][28]上與P. c. collybita不同。接觸區內有雜交現象，[25][26][29] 幾乎一般發生在雄性P. ibericus與雌性P. c. collybita之間，[29] 而雜交後代的適合度顯著下降；[28] 根據霍爾登氏法則，雜交的雌性似乎是不孕的。[30] 關於這一方面，伊比利亞鶯顯然是鶯屬中最古老的譜系，與嘰喳柳鶯有明顯的區別。[19]

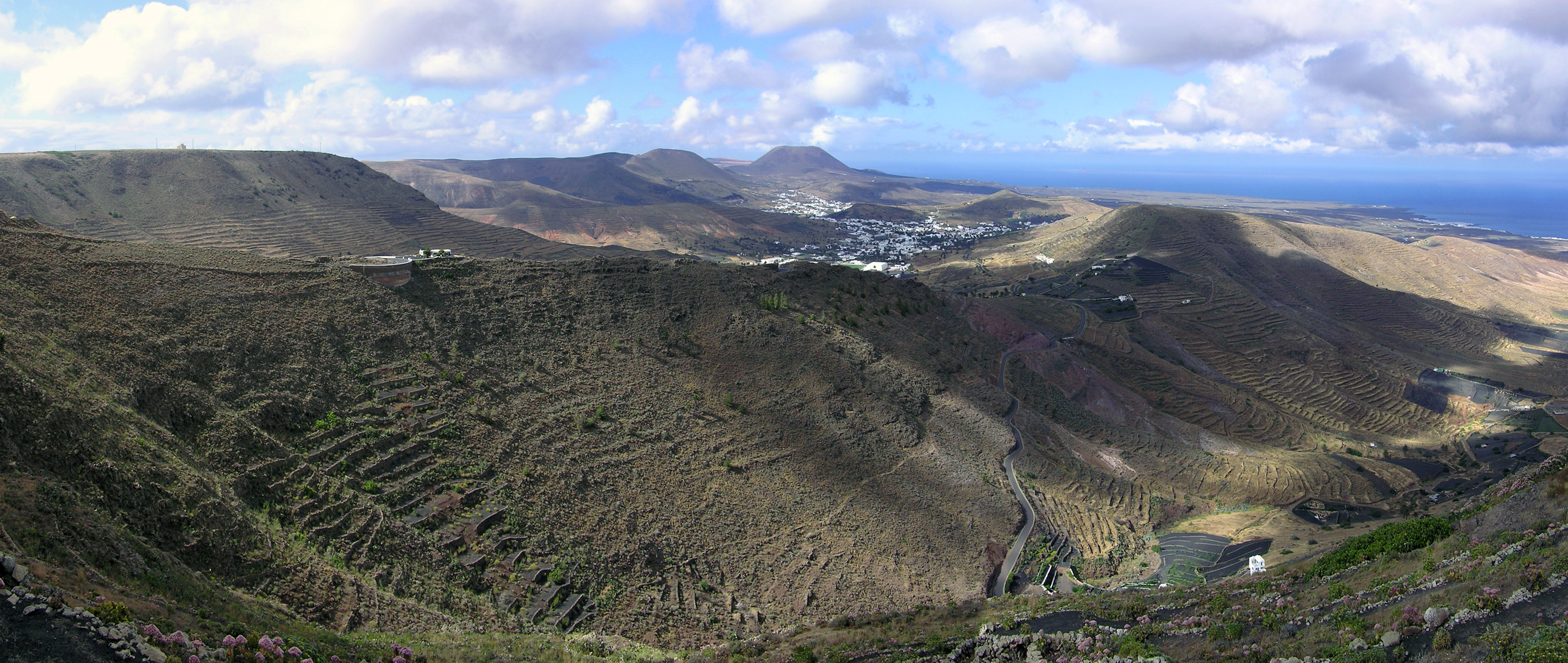
基本上，這張照片顯示了已滅絕的東加那利嘰喳柳鶯（“P. canariensis exsul”）的整個歷史範圍。

- P. canariensis，即加那利鶯，是一種非遷徙性物種，曾分佈於加那利群島的主要島嶼上，與P. collybita在形態、鳴聲聲和遺傳特徵上有所區別，當然也不與其他鶯共棲。指名亞種P. c. canariensis分佈於耶羅島、拉帕爾馬島、拉戈梅拉島、特內里費島和大加那利島，其體型比嘰喳柳鶯小，翅膀較短且圓。[19] 它的上半身呈橄欖棕色，胸部和兩側為淡棕色；[7] 它有著低沉豐富的chip-cheep-cheep-chip-chip-cheep鳴唱聲，叫聲與指名亞種相似。[31]蘭薩羅特島及可能的富埃特文圖拉島上的東部亞種P. c. exsul比其西部近親上半身顏色更淡，下半身紅褐色較少，[7] 叫聲較為刺耳；[32] 它可能是一個獨立物種，[10] 但最遲於1986年滅絕，可能更早。其滅絕原因不明，但該物種似乎一直稀少且局限，僅見於蘭薩羅特的哈里亞谷。[33]
- P. sindianus，即高山鶯，分佈於高加索（P. s. lorenzii）和喜馬拉雅山脈（P. s. sindianus），為垂直遷徙性鳥類，冬季遷至較低海拔。指名亞種與P. c. tristis相似，但其喙更細更暗，上半身更偏棕色，兩側為淡棕色；其鳴聲聲與P. collybita幾乎相同，但叫聲較弱psew。P. s. lorenzii的顏色較指名亞種更暖更深棕色；[7] 它與嘰喳柳鶯在高加索西部的小範圍內共棲，但幾乎不發生雜交。[18] 高山鶯在鳴聲聲、[18][34] 外部形態學[35]和線粒體DNA核酸序列[19]上與tristis有所不同。兩個亞種在鳴聲聲上似乎存在明顯區別，[18] 在線粒體DNA序列上也有差異；[19] 它們被維持為亞種地位，等待進一步研究。[10]

### 詞源
嘰喳柳鶯的英語名稱是擬聲詞，指代歐洲亞種重複的chiff-chaff鳴唱聲。 在一些其他歐洲語言中也有類似的名稱，如荷蘭語的、德語的、威爾士語的和芬蘭語的。 其二名法名稱源自希臘語；Phylloscopus來自phúllon/，意為「葉」，和skopéō/，意為「觀察」或「看」， 因為這個屬的物種大部分時間都在樹上覓食，而collybita則是希臘詞κολλυβιστής（kollubistḗs），意為「貨幣兌換商」，其鳴聲聲被比作硬幣叮噹聲。 在一些語言中，其樹棲的習性也體現在俗名中。例如在瑞典，嘰喳柳鶯被稱為gransångare，是gran（即「雲杉」）和sångare（既指「歌者」也指舊世界鶯科）的複合詞。

## 描述
嘰喳柳鶯是一種小型、矮胖的柳鶯，全長約10—12（3.9—4.7英寸）。雄鳥體重為7–8克（0.28–0.31盎司），雌鳥為6–7克（0.25–0.28盎司）。 西方指名亞種 P. c. collybita的春季成鳥具有棕色調的暗綠色上半身，灰白色的下半身，兩側略帶黃色，並有一條短短的白色眉斑。它的腿呈深色，喙細小且為深色，初級飛羽（折疊翅膀後伸出的飛羽部分）短小。 隨著羽毛的磨損，其顏色會變得更加暗淡和偏棕，兩側的黃色也逐漸消失，但在繁殖季節後會進行一段時間的換羽，之後再遷徙。剛羽化的幼鳥上半身比成鳥更棕，下半身為黃白色，但在獲得第一套羽毛後約10週便會換羽。換羽後，成鳥和幼鳥的上半身顏色會變得更亮更綠，且眉斑更淡。

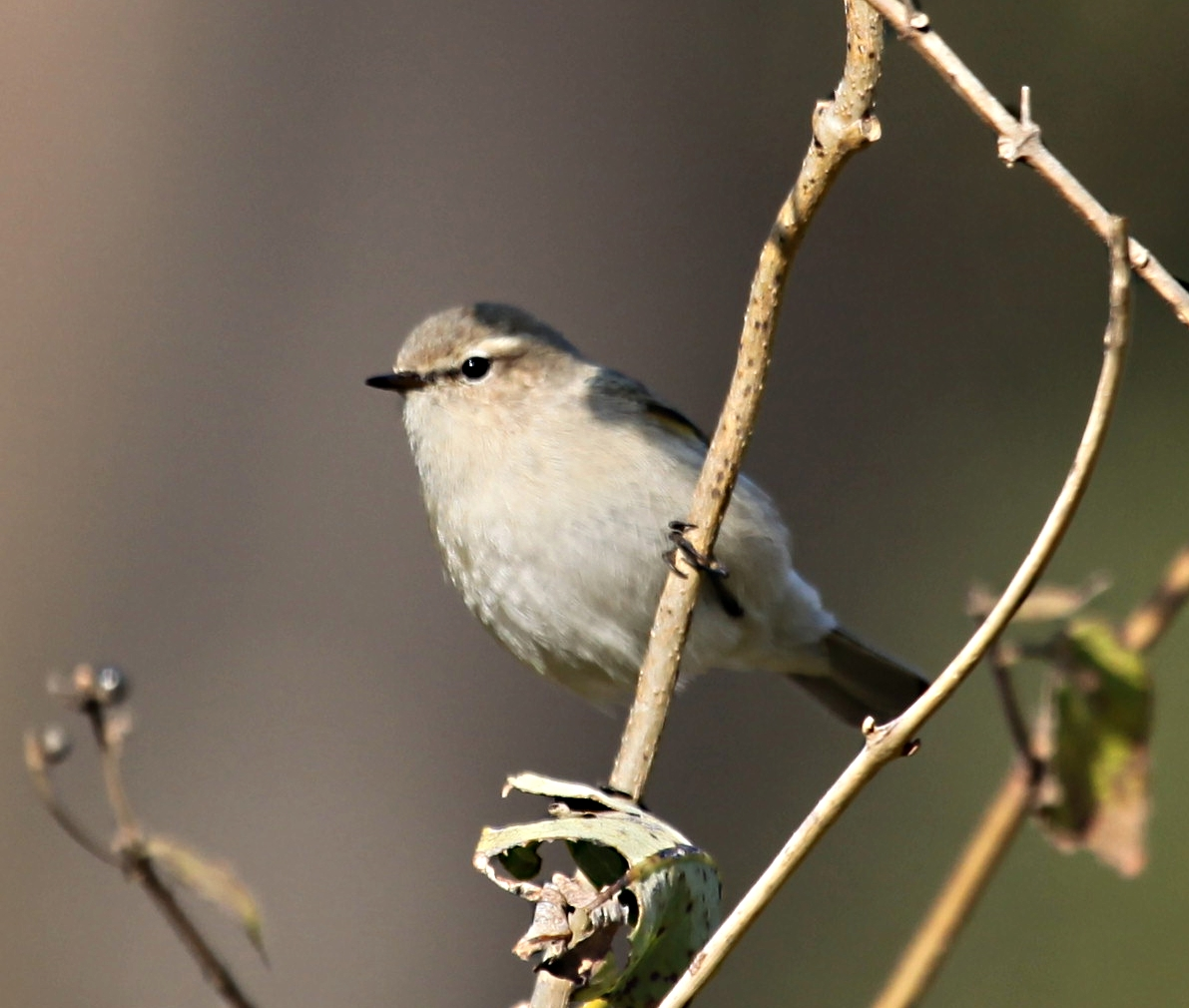
嘰喳柳鶯

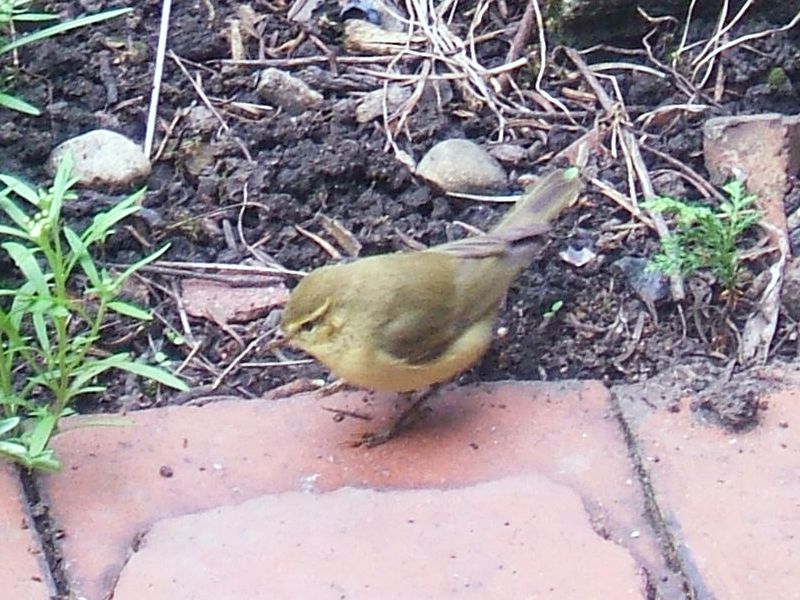
指名亞種 P. c. collybita

此種柳鶯的名稱來自其簡單而獨特的鳴聲聲，這種重複的歡快chiff-chaff歌聲是春天回歸的第一個鳥類信號之一。其叫聲為hweet，比柳鶯的hooeet或博氏柳鶯的hu-it更少雙音節。
其鳴聲聲與伊比利亞鶯不同，伊比利亞鶯的叫聲較短djup djup djup wheep wheep chittichittichiittichitta。然而，在雜交區和其他地方會出現混合鳴唱的個體，難以明確區分物種。
當嘰喳柳鶯不鳴聲時，它很難與其他具有綠色上半身和白色下半身的柳鶯區分開來，特別是歐亞柳鶯。然而，歐亞柳鶯的初級飛羽較長，外觀更為修長明亮，且腿部一般較淺色。博氏柳鶯（P. bonelli）可能會與嘰喳柳鶯的tristis亞種混淆，但博氏柳鶯的臉部無明顯特徵，且翅膀帶有綠色。 嘰喳柳鶯在飛行時翅膀呈圓形，其尾巴的獨特運動方式（先向下再向側面擺動）能夠將它與其他柳鶯屬柳鶯區分開來，因此在印度被稱為「搖尾巴」鳥。
指名亞種嘰喳柳鶯不鳴唱時，將其與伊比利亞鶯區分開來，或許是最大的挑戰。在英國和荷蘭，所有被接受的伊比利亞鶯迷鳥記錄都來自鳴唱的雄鳥。

## 分佈與棲地
嘰喳柳鶯在歐洲和亞洲繁殖，東至西伯利亞東部，北至約北緯70度，在西北非、土耳其北部和西部及伊朗西北部有孤立的種群。 它是遷徙性鳥類，但它是春季最早回到繁殖地的雀形目鳥類之一，也是秋末最後離開的鳥類之一。 繁殖時，它棲息於開闊的林地，這些林地有一些高大的樹木和地面植被供築巢用。這些樹木通常至少5（16英尺）高，林下植被為稀疏到中等密度的草、蕨、蕁麻或類似植物。其繁殖棲地非常具體，甚至其近緣物種也不共用此棲地；例如，歐亞柳鶯（P. trochilus）更喜歡年輕的樹木，而林柳鶯（P. sibilatrix）則偏好較少植被的地區。 冬季時，嘰喳柳鶯使用的棲地範圍更廣，包括灌木叢，且不再那麼依賴樹木。它經常出現在水邊，而柳鶯則適應更乾燥的棲地。 嘰喳柳鶯在越冬時越來越傾向於留在西歐，比傳統越冬地區更靠北，尤其是在英格蘭南部沿海和倫敦的溫暖城市小氣候區。 這些越冬的嘰喳柳鶯中包括東方亞種abietinus和tristis的一些訪客，因此它們不全是當地繁殖的鳥類，儘管其中有一部分無疑是當地鳥類。

## 行為

### 領地

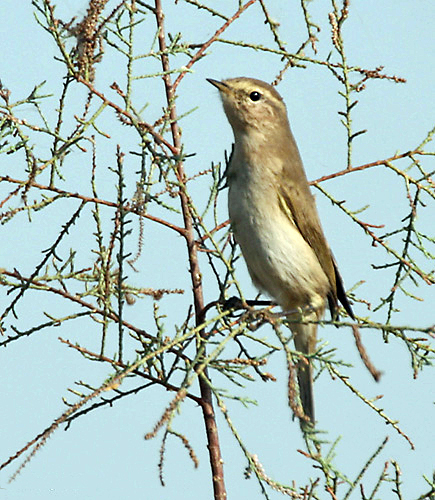
西伯利亞嘰喳柳鶯在霍達爾附近，印度

雄性嘰喳柳鶯在繁殖季節高度領域性，核心領地通常直徑約20（66英尺），這片領地會被激烈地保衛，不僅是對其他雄鳥，甚至也會攻擊其他小型鳥類。 雄性嘰喳柳鶯好奇且無畏，當像白鼬這樣的危險掠食者接近巢穴時，會對其發起攻擊，還會攻擊像松鴉這樣的偷蛋者。 牠的鳴聲聲來自其喜愛的高處觀察點，主要用於宣告已確立的領地並與雌鳥聯繫，而不是作為守護後代的策略。
除了核心領地外，還有一個更大的覓食範圍，這個範圍的大小變化不定，但通常是繁殖領地面積的十倍或更多。據信雌鳥的覓食範圍比雄鳥更大。 繁殖結束後，嘰喳柳鶯會放棄其領地，並可能在遷徙前與其他柳鶯一起加入小群體。

### 繁殖

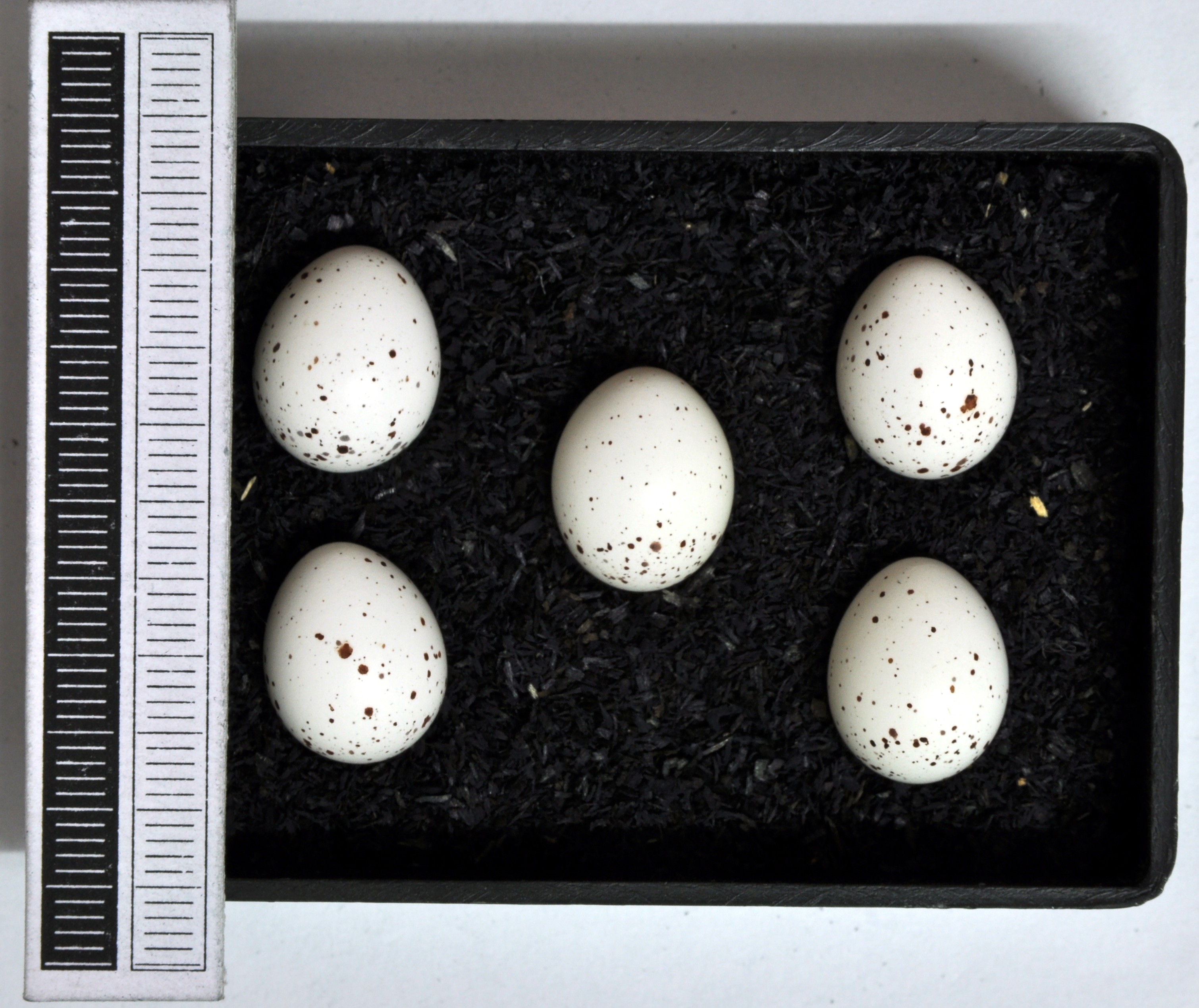
蛋, 收藏於威斯巴登博物館

雄性嘰喳柳鶯比雌鳥早兩到三週回到繁殖地，並立即開始鳴聲以確立領地並吸引雌鳥。當找到雌鳥時，雄鳥會進行類似蝴蝶飛行的慢速飛行作為求偶儀式的一部分，但一旦建立配偶關係，其他雌鳥就會被趕出領地。雄鳥在築巢過程中幾乎不參與，僅負責保衛領地。 雌鳥的巢築於地面或靠近地面的隱蔽處，如荊棘、蕁麻或其他茂密的低矮植被中。巢呈圓頂狀，側面有入口，主要由粗糙的植物材料如枯葉和草構成，內部使用較細的材料，最後鋪上羽毛。典型巢穴高度為12.5（4.9英寸），寬度為11（4.3英寸）。
每窩產2到7枚蛋（通常5到6枚），蛋為奶油色，上有細小的紅褐色、紫色或黑色斑點，長約1.5（0.59英寸），寬約1.2（0.47英寸）。蛋由雌鳥孵化13至14天後孵出裸露且失明的早熟雛鳥。 雌鳥會繼續孵育並餵養雛鳥14至15天，直到牠們羽翼豐滿。雄鳥很少參與餵養，但在惡劣天氣導致昆蟲數量減少或雌鳥消失的情況下，可能會參與。雛鳥羽翼豐滿後，會在巢附近停留三到四週，由雌鳥繼續餵養並與雌鳥一起棲息，雖然這些互動會在大約14天後逐漸減少。 由於夏季較短，北部地區通常只能養育一窩雛鳥，但在中部和南部地區則常見第二窩雛鳥。
儘管配偶在繁殖季節保持在一起，一夫多妻制較為罕見，但即使雄鳥和雌鳥在第二年回到同一地點，也沒有明顯的認識或忠誠度。除了那些以前被認為是嘰喳柳鶯亞種的物種之外，與其他物種的雜交很少見，但已知有一些與歐亞柳鶯雜交的例子。這些雜交個體的鳴唱是混合的，但僅靠鳴唱並不能證明是種間繁殖。

### 覓食
像大多數舊世界柳鶯一樣，這種小型鳥類是食蟲動物，它們不停地在葉片間活動，有時也會短暫懸停。已記錄到它會捕食超過50個科的昆蟲，主要是蒼蠅，還有其他中小型的無脊椎動物。它還會捕食鱗翅目昆蟲的卵和幼蟲，尤其是冬尺蛾的幼蟲。 據估計，嘰喳柳鶯每天需要攝取相當於其體重三分之一的昆蟲，並且在秋季幾乎不間斷地覓食，以儲備脂肪供長途遷徙使用。

## 捕食者與威脅
如同大多數小型鳥類，嘰喳柳鶯在第一年的死亡率很高，但三到四歲的成鳥經常被記錄到，壽命紀錄超過七年。這種地面築巢的鳥類，其蛋、雛鳥和剛羽化的小鳥會被白鼬、黃鼠狼和像歐亞喜鵲這樣的鴉類捕食，而成鳥則會被猛禽，特別是雀鷹獵食。小型鳥類還會受到天氣的影響，特別是在遷徙過程中，也包括在繁殖地和越冬地。
嘰喳柳鶯偶爾會成為巢寄生的杜鵑的宿主，包括大杜鵑和北方中杜鵑， 但它能識別並拒絕擬態失敗的蛋，因此成功的巢寄生情況很少發生。 像其他雀形目鳥類一樣，嘰喳柳鶯也可能感染腸道線蟲寄生蟲和外部的蜱蟲。
人類對這個物種的主要影響是間接的，如森林砍伐會影響其棲地，此外還有貓的捕食，以及與窗戶、建築物和車輛的碰撞。這些影響中，只有森林砍伐可能嚴重影響種群數量，但考慮到P. c. abietinus和P. c. tristis的廣泛分佈，以及P. c. collybita棲地的森林保護政策，嘰喳柳鶯的未來似乎有保障。

## 狀態
嘰喳柳鶯的分佈範圍極其廣泛，全球估計範圍達1,000萬平方公里（380萬平方英里），僅歐洲就有6,000萬至1.2億隻個體。儘管全球種群趨勢尚未量化，但據信該物種的數量減少幅度未接近IUCN紅色名錄中評估的標準（即10年或三代內減少超過30%）。因此，該物種被評估為「無危」。
主要亞種中沒有一個受到威脅，但如上所述，exsul可能已經滅絕。在捷克共和國，嘰喳柳鶯的種群數量呈緩慢增長趨勢。 至少P. c. collybita的分佈範圍似乎在擴大，北進至蘇格蘭、挪威和瑞典，在丹麥的種群數量大幅增加。